# 迪维尼亚诺
迪维尼亚诺（義大利語：Divignano），是意大利诺瓦拉省的一个市镇。总面积5平方公里，人口1483人，人口密度296.6人/平方公里（2009年）。ISTAT代码为003060。